# Edward Lazear
Edward Lazear est un économiste américain né le 17 août 1948 à New York et  mort le 23 novembre 2020. Il est connu pour ses travaux dans le domaine de l'économie du travail et est considéré comme le fondateur de l'économie du personnel.

## Biographie
Edward Lazear est né en 1948 et grandit à Los Altos en Californie. 
Entre 2006 et 2009, il est président du Council of Economic Advisers sous la présidence de George W. Bush. 
Il meurt le 23 novembre 2020 à la suite d'un cancer du pancréas.

## Publications
- 1995 : Personnel Economics